# Синдром Лёша — Нихена
Синдром Лёша — Нихена — наследственное заболевание, характеризующееся увеличением синтеза мочевой кислоты (у детей) и вызванное дефектом фермента гипоксантин-гуанинфосфорибозилтрансферазы, который катализирует реутилизацию гуанина и гипоксантина — в результате образуется большее количество ксантина и, следовательно, мочевой кислоты. Частота проявления синдрома 1 к 380 000 живорожденных.

## История
Майкл Лёш (англ. Michael Lesch), будучи студентом Школы медицины Джонса Хопкинса (США), вместе со своим наставником Уильямом Нихеном (англ. William Nyhan), который был педиатром и генетиком, обнаружили признаки синдрома Лёша — Нихена, сопутствующие гиперурикемии, у двух братьев 4 и 8 лет. Лёш и Нихен опубликовали результаты своих исследований в 1964 году.
В последующие три года Джарвис Сигмиллер (англ. J. Edwin Seegmiller) с коллегами из NIH выявили метаболическую причину этого синдрома.

## Этиология
Наследственная болезнь обмена веществ, обусловленная дефицитом фермента гипоксантин-фосфорибозилтрансферазы (КФ 2.4.2.8), проявляющаяся умственной отсталостью, хореоатетозом, приступами агрессивного поведения с самоповреждением, повышенным содержанием мочевой кислоты в моче. Ген, кодирующий гипоксантин-фосфорибозилтрансферазу, расположен в X-хромосоме. Заболевание наследуется как моногенный рецессивный X-сцепленный признак. Заболевание отмечается у лиц мужского пола. На первом году жизни проявляется задержка психомоторного развития, в последующем присоединяются спастичность и хореоатетоз. Характерным признаком болезни являются аутоагрессивные действия, которые обычно развиваются вскоре после того, как у детей прорезываются зубы. Больные обкусывают себе губы, ногти, пальцы, предплечья (вплоть до самоампутации), царапают нос и рот, пускают себе кровь. Болевая чувствительность остается сохранной. В связи с этим больные нередко кричат от боли, которую сами же себе причинили. Они могут также проявлять агрессию по отношению к другим людям и окружающим предметам. В некоторых случаях состояние улучшается при приеме леводопы и антагониста опиатов налтрексона.

## Диагностика
Диагноз синдрома Лёша — Нихена ставится по трём основным клиническим элементам: повышенная продукция мочевой кислоты, неврологическая дисфункция, когнитивные и поведенческие нарушения. Довольно сложно поставить диагноз на ранней стадии, когда эти три признака не так очевидны. Подозрения могут возникнуть из-за задержки развития, сопровождающейся гиперурикемией. Также возможно образование камней в почках (нефролитиаз) или наличие крови в моче (гематурия), вызванные кислотно-мочевыми камнями. Зачастую подозрения на синдром Лёша — Нихена возникают с появлением наносимых самому себе ранений у больного. Однако самотравмирующее поведение встречается и в других патологических состояниях, таких как неспецифическая умственная отсталость, аутизм, синдром Туретта, синдром Корнелии де Ланге, синдром Ретта, синдром Райли — Дея, нейроакантоцитоз, наследственные нейропатии первого типа, и некоторые психиатрические заболевания. Из перечисленного, только больные с синдромом Лёша — Нихена, синдромом де Ланге и синдромом Райли — Дея демонстрируют потерю тканей как последствие саморанений. Особенностью синдрома Лёша — Нихена, отличающей его от других синдромов, связанных с нанесением себе ранений, является кусание пальцев, губ, внутренней поверхности щёк. Наличие синдрома Лёша — Нихена должно рассматриваться только при наличии самотравмирующего поведения вместе с гиперурикемией и неврологической дисфункцией.

## Лечение и профилактика
Рекомендуется назначение аллопуринола — синтетического аналога гипоксантина. Происходит процесс конкурентного ингибирования ксантиноксидазы, что приводит к накоплению гипоксантина, но, поскольку вещество растворимо, то, по сравнению с мочевой кислотой, довольно быстро выделяется из организма.
Профилактика синдрома заключается в медико-генетическом консультировании семей с отягощенной наследственностью.